# Luigi Stoppani (azienda)
La Luigi Stoppani SpA è stata un'azienda chimica milanese ma con stabilimento di produzione sulla riviera ligure, a Cogoleto, in provincia di Genova. Lo stabilimento produceva composti di cromo, principalmente esavalente: cromati e bicromati di sodio e potassio, acido cromico e solfato di sodio. Fu fondata nei primi anni del Novecento da Luigi Stoppani, un importante industriale milanese.
L'azienda successivamente si estende anche in altri insediamenti produttivi italiani e su scala mondiale e si struttura come Stoppani Group, gruppo industriale multinazionale che opera sempre nel settore chimico, con aziende in Spagna, Cina, USA, Uruguay, Argentina, Russia e Brasile.
La produzione di cromo trivalente ed esavalente rimane tutt'oggi di grande importanza e trova applicazioni ad ampio raggio, dalle semplici cromature di metalli e plastiche (principalmente per l'industria automobilistica e motociclistica), al trattamento dei supporti magnetici per audio-video cassette e ancora nella concia di pellami per la produzione di capi d'abbigliamento e d'arredo.

## L'impatto ambientale

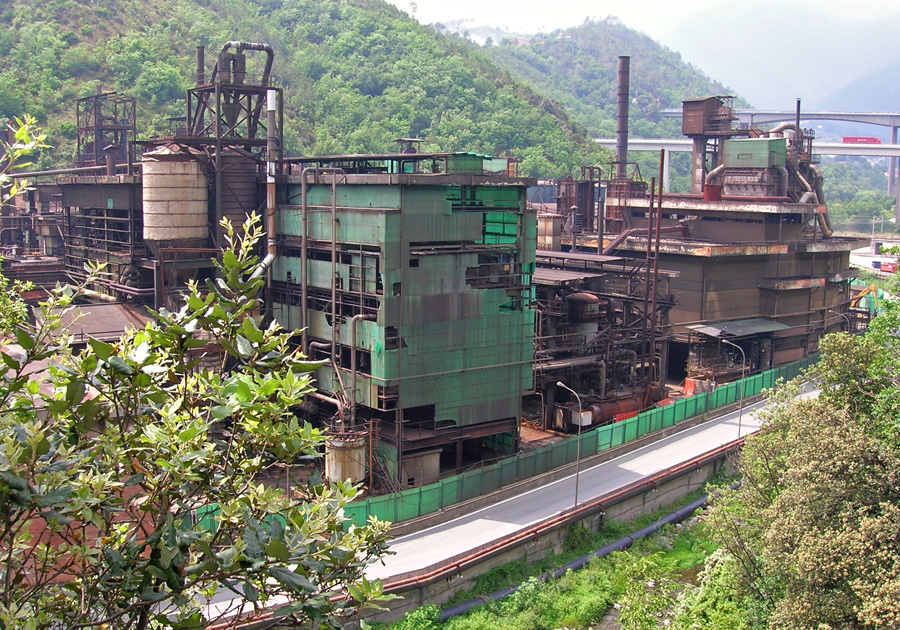
Il complesso industriale nel 2007, in stato di abbandono

Durante i suoi 100 anni di attività a Cogoleto, a causa dei suoi rifiuti pericolosi e tossici, sono stati accertati gravi situazioni di inquinamento di aria, suolo, sottosuolo e sabbie delle spiagge che si estendevano a ponente sino a Varazze nonché nei sedimenti e nella catena alimentare (pesci, molluschi, crostacei) dovuti a cromo esavalente (estremamente cancerogeno) e zinco nella discarica dei fanghi di risulta in località Molinetto, polveri, SO2 in atmosfera.
Lo stabilimento ha cessato l'attività produttiva nel 2003 e dopo la chiusura della fabbrica, la Luigi Stoppani SpA ha cambiato nome in Immobiliare Val Lerone SpA, ma l'azienda è fallita.
Con Ordinanza del Presidente del Consiglio dei ministri n. 3554 del 5 dicembre 2006, l'avvocato Giancarlo Viglione viene nominato Commissario delegato per il superamento dello stato di emergenza determinatasi nello stabilimento.
Attualmente è in corso l'attività di demolizione dello stabilimento, a cui seguirà la bonifica di terreno e falda.